# Орлув-Древняни
Орлув-Древняни (пол. Orłów Drewniany) — село в Польщі, у гміні Ізбиця Красноставського повіту Люблінського воєводства.
Населення — 350 осіб (2011).
У 1975-1998 роках село належало до Замойського воєводства.

## Демографія
Демографічна структура станом на 31 березня 2011 року:
|          | Загалом | Допрацездатний вік | Працездатний вік | Постпрацездатний вік |
| -------- | ------- | ------------------ | ---------------- | -------------------- |
| Чоловіки | 178     | 33                 | 119              | 26                   |
| Жінки    | 172     | 22                 | 93               | 57                   |
| Разом    | 350     | 55                 | 212              | 83                   |